# Mancos
Mancos est une ville américaine située dans le comté de Montezuma dans le Colorado.
Selon le recensement de 2010, Mancos compte 1 336 habitants. La municipalité s'étend sur 0,64 milles carrés (1,66 km2).
La ville est nommée en référence à Mancos River. Manco signifie « manchot » en espagnol ; ce nom rappelle la blessure d'un cavalier en traversant la rivière.

## Démographie
| 1900 | 1910 | 1920 | 1930 | 1940 | 1950 |
| ---- | ---- | ---- | ---- | ---- | ---- |
| 383  | 567  | 682  | 646  | 748  | 785  |

| 1960 | 1970 | 1980 | 1990 | 2000  | 2010  |
| ---- | ---- | ---- | ---- | ----- | ----- |
| 832  | 709  | 870  | 842  | 1 119 | 1 336 |

## Culture
- Mancos Opera House